# 莫利诺咖啡馆

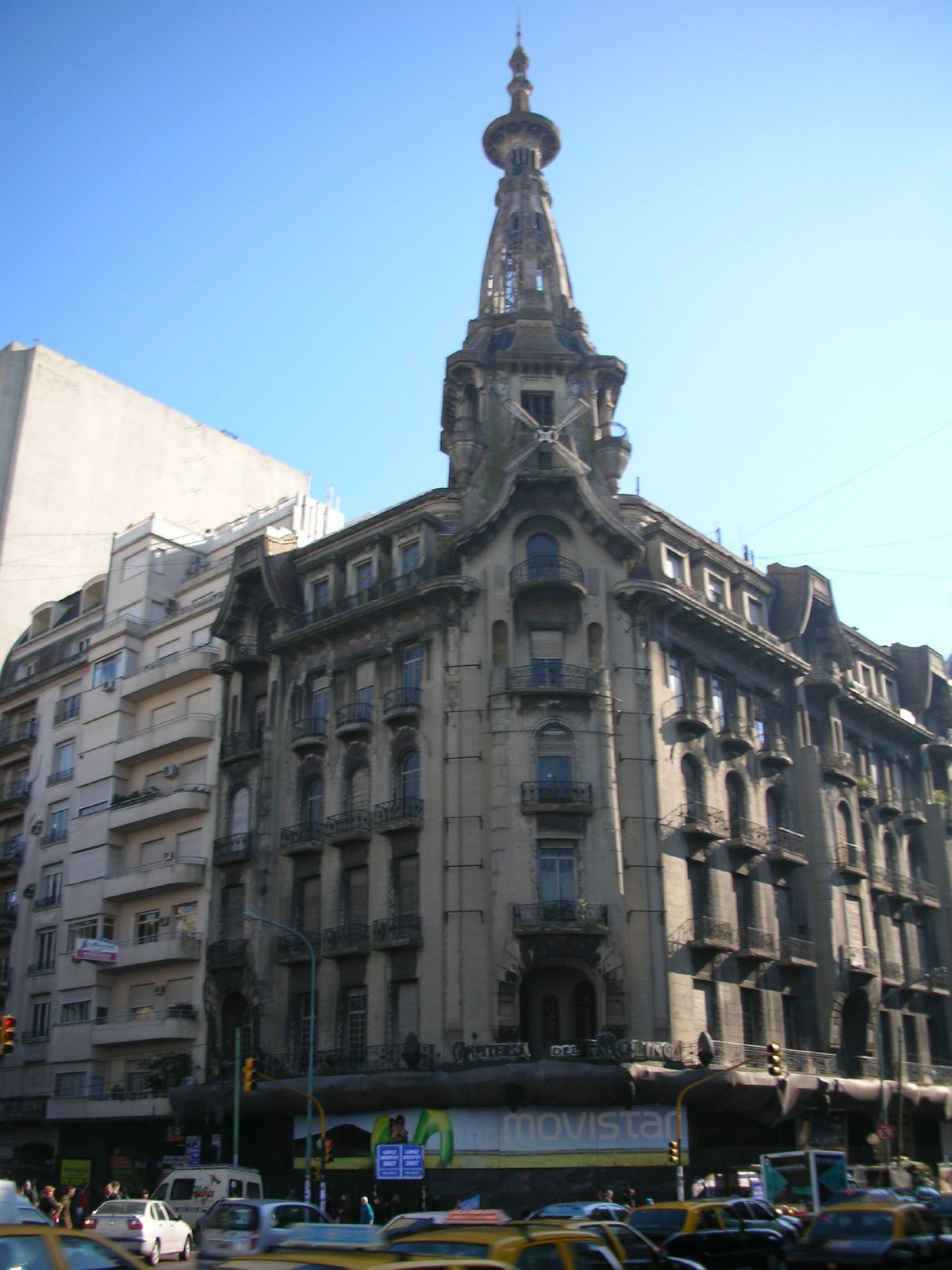
莫利诺咖啡馆

莫利诺咖啡馆（Confitería El Molino）是一个新艺术运动风格的咖啡馆，位于卡亚俄大道和里瓦达维亚大道转角，阿根廷国民议会前方。 

## 历史
1915年，一位著名的糕点师卡耶塔诺·布伦纳，委托意大利建筑师Francisco Gianotti设计这座建筑，将在一楼开设咖啡馆。1917年建筑完成，是该市最高的建筑之一，有一个角塔，内部用电灯彩色玻璃窗和风车帆照明。莫利诺咖啡馆和 Galería Güemes 是Gianotti最伟大的两件作品，也是布宜诺斯艾利斯新艺术运动风格建筑最重要的代表。多年来，莫利诺咖啡馆是当地文化、经济和政治人物喜爱的聚会场所。咖啡厅于1997年2月23日关闭，因为需要修复，现在很少开放。
1997年，莫利诺咖啡馆被列为国家历史古迹。